# KO Большого Пса
KO Большого Пса (лат. KO Canis Majoris), HD 46753 — одиночная переменная звезда в созвездии Большого Пса на расстоянии приблизительно 1786 световых лет (около 547 парсеков) от Солнца. Видимая звёздная величина звезды — от +8,9m до +8,2m.

## Характеристики
KO Большого Пса — красный гигант, пульсирующая полуправильная переменная звезда типа SRB (SRB) спектрального класса M6III.